# FC Speyer 09
Maillots
Le FC Speyer 09 est un club allemand de football localisé à Spire en Rhénanie-Palatinat.
Le club tire son nom actuel d’une fusion, survenue en 2009, entre le FV Speyer et le VfR Speyer.

## Histoire

### FV Speyer
Le club fut fondé le 15 mai 1919 comme la section football du Turnverein 1847 Speyer. La même année, cette section football prit don indépendance. En 1938, les autorités nazies refusionnèrent les deux cercles sous le nom de VfL 1847 Speyer.
En 1944, le VfL 1847 fit une association sportive de guerre (en allemand : Kriegspielgemeinschaft – KSG) avec le MSV Pioniere Speyer pour jouer sous l’appellation KSG Speyer.
Celle-ci accéda à la Gauliga Westmark pour la saison 1943-1944 qui s’avéra être la dernière du temps avant l’écroulement de l’Allemagne nazie.
En 1945, tous les clubs et associations allemands durent dissous par les Alliés. Le FV Speyer fut reconstitué en janvier 1946.
En fin de saison 1951-1952, le club se classa 2e de la 2. Oberliga Südwest, derrière le VfR Kirn, et accéda à l’Oberliga Südwest (équivalent D1). Le FV Speyer y évolua trois saisons puis fut relégué. Mais le club fut immédiatement vice-champion du Sportfreunde 05 Saarbrücken la saison suivante et remonta. Speyer passa encore quatre exercices en Oberliga Südwest puis redescendit.
Lors de la saison 1962-1963, qui précéda la création de la Bundesliga, le FV Speyer termina dernier en 2. Oberliga Südwest et n’entra donc pas dans la course pour accéder à la Regionalliga Südwest qui allait être instituée comme 2e niveau de la hiérarchie.
En 1967, le cercle remonta dans la plus haute division amateur (3e niveau) et la saison suivante accéda à l’antichambre de l’élite. Speyer termina sa première saison en Regionalliga Südwest au 11e rang, puis fut 5e lors de la deuxième année. Le club y évolua encore quatre saisons. En 1913-1974, le cercle termina 15e En raison de la création de la 2. Bundesliga. Le FV Speyer recula d’un rang comme huit autres équipes de la série et retourna en Verbansliga Südwest.
La saison 1976-1977 fut catastrophique pour le club qui ne marque qu’un seul point sur les 72 mis en jeu ! Relégué au niveau 4 de la hiérarchie, il ne put donc pas, la saison suivante, tenter de décrocher un ticket pour l’Oberliga Südwest, une ligue qui allait prendre place au niveau 3.
Le club recula dans la pyramide des séries régionales. En 2009, il fusionna avec son voisin du VfR Speyer pour former le FC Speyer 09

### VfR Speyer
Le club fut créé en 1952. C’était la reconstitution de l’ancien Deutsche Jungend Kraft (DJK) Speyer.
Le club évolua dans les séries régionales inférieures.